# 樽屋おせん
樽屋おせん（たるやおせん）は江戸時代前期に実在した大坂・天満の樽職人の女房せんの物語。史実の詳細は不明であるが、貞享2年正月22日（1685年2月25日）におきたおせんの姦通事件は当時の大坂で巷説となり、井原西鶴が好色五人女の巻二「情けを入れし樽屋物語」でおせんをモデルにした創作を取り上げたことで現代に至るまで広く知られるようになった。樽屋おせんは近代の歌舞伎ではよく取り上げられた演目で、歌舞伎以外でも多くの演劇作品にもなり、初代水谷八重子や山田五十鈴などの大女優もおせんを演じている。
また、同名の主人公が登場する銘作切籠曙（名作切篭曙や其噂色聞書などの題名になることもある）という1801年(享和元年)に初演された歌舞伎作品もあり、こちらも通称は樽屋おせんと言われる。銘作切籠曙の方は江戸時代後期にはたびたび上演され、現代でも上演されることもある。銘作切籠曙は人物名を借りてきただけであって、ストーリーは大阪天満の樽屋の女房の姦通事件とはまったく異なる別の作品である。

## 歌祭文「樽屋おせん」
樽屋おせんの歌祭文にもいくつかあるが、貞享2年の歌祭文「樽屋おせん」は貞享3年正月刊行の西村市郎右衛門作『好色三代男』に引用されたことから、好色五人女以前に成立したのは確実である。実際の事件のすぐあとに流布しているので、樽屋おせんの事件の真実をある程度伝えているものと考えられている。
歌祭文「樽屋おせん」では樽屋忠兵衛は傍輩のおせんと結婚、忠兵衛とおせん夫婦には子供（名は松の介）も生まれ幸せに暮らしていた。しかし、忠兵衛が出かけていたあるとき、おせんに横恋慕していた隣家の麹屋長右衛門はおせんを口説く。おせんに良い返事をもらえなかった麹屋長右衛門は松の介に匕首を突きつけておせんに性交を迫る。子供を人質に取られたおせんは仕方なく要求に従おうとする。そこに忠兵衛が帰宅。麹屋長右衛門は丸裸で逃げ、おせんは自害する。麹屋長右衛門は後に捕らわれ死罪になる。おせんはこのとき23歳であった。
この最も早く流布し、真実に比較的近いであろうとされる歌祭文ではおせんはひたすら被害者である。この歌祭文が伝えるおせんには落ち度や悪意はまったくない。しかし、その後に出てきた作品ではおせんの人格評価が異なるものが主流になっていく。

## 歌祭文「長右衛門よざかりおせん伊勢参宮」
貞享3年の歌祭文「長右衛門よざかりおせん伊勢参宮」ではおせんと長右衛門が伊勢に不倫旅行をする。貞享3年の歌祭文「長右衛門よざかりおせん伊勢参宮」は好色五人女と時期をほぼ同じくするが、好色五人女を参考にしたわけではないだろうと推察されている。歌祭文「樽屋おせん」が伝える落ち度や悪意がまったくないおせん像とは異なり、「長右衛門よざかりおせん伊勢参宮」のおせんは好色者として描かれている。あくまでも噂に過ぎないが、おせんに関しては好色だというような噂話も当時の大坂で広まっていたのではないかと推察されている。

## 好色五人女「情けを入れし樽屋物語」
樽屋おせんの物語は西鶴が好色五人女の巻二「情けを入れし樽屋物語」に取り上げたことで広く知られるようになったが、西鶴が書いた樽屋物語は実在のおせんをモデルにはしているもののそのストーリーは創作である。西鶴の作品には前述した歌祭文「樽屋おせん」からの用語の流用があるので、西鶴は歌祭文「樽屋おせん」を知っており、また大坂に住む西鶴にとっておせんの事件は身近でおきたため、おそらく情報も豊富で自ら取材が可能な事件であった。しかし、西鶴はこれを実録として書かないのみならず、巷間の注目を浴びた密通事件は分量少なく扱い、樽屋とおせんのなりそめや樽屋・おせんたち4人の伊勢参りの珍道中などの創作に筆の大半を費やしている。密通の相手の麹屋長左衛門（歌祭文では長右衛門)は最終章5章ではじめて登場する。

### あらすじ
大坂天満の商家の腰元おせんは賢く性格もしっかりとしていて主人や同僚にも信頼されていた。そのおせんに樽屋(樽職人)が恋をする。ふとしたきっかけで近所に住む老婆こさんが樽屋の恋の仲立ちをすることになった。老婆こさんの仕掛けにおせんはその気になり、樽屋とおせんは示し合わせて伊勢参りに行く。しかしこの秘密の旅行に老婆こさんとおせんに恋する同僚の久七も付いて来てしまう（おせんは気に入らないが同行を断ることもできない）。樽屋、おせん、こさん、久七の4人連れの旅路は珍道中となるものの、帰りに寄った京都で二人の恋は成就する。樽屋とおせんは結ばれ、幸せな結婚生活を送る。しかし、あるとき、麹屋長左衛門家の法事に招かれ法事の手伝いをするおせんは麹屋の女房から麹屋との不倫を誤解され非難される。麹屋の女房に誤解からしつこく非難されたおせんは麹屋の女房に復讐心をもつ。おせんは仕返しに本当に麹屋と不倫をしてやろうと考え、麹屋に誘いをかけ、麹屋はその気になる。ある日、樽屋が寝込んだすきにおせんのもとに麹屋がきて密会におよぼうとする。しかし、ことに至るとき樽屋は目を覚ます。麹屋は丸裸で逃げ出し、おせんは自殺する。麹屋も後日、おせんの亡骸とともに刑場に晒される。

### 書誌情報
西鶴が巻二「情けを入れし樽屋物語」を入れた『好色五人女』は5巻5冊、各巻5章の浮世草子である。発行年は貞享3年（1686年）2月。大坂森田庄太郎版元の森田版と大坂森田/江戸清兵衛店の二都（江戸と大坂）発行元の二都版があり、おそらくは二都版が初版であろうとされている。巻二「情けを入れし樽屋物語」では国会図書館が所蔵する大坂森田庄太郎版元本がインターネットでも公開されているが、本文は33ページ。それに挿絵が8枚ついている（国会図書館デジタルライブラリー・国会図書館蔵書好色五人女)。現代語訳の1979年吉行淳之介訳河出書房新社本で「情けを入れし樽屋物語」は21ページの分量である。

## 江戸時代の樽屋おせん
西鶴が好色五人女の巻二「情けを入れし樽屋物語」を書いた貞享3年では事件は広くに知られており、同時期の『好色伊勢物語』、『好色訓蒙図彙』などの出版物の中でもおせんの話は取り上げられ、元禄年間には歌舞伎『樽屋おせんなのりせりふ』も上演される。事件から50年経ったころにも「色も香もなき糀花」と題する歌祭文が確認できる。
しかし、樽屋おせんの小説や歌舞伎は元禄年間以後の江戸時代にはほとんど見られることは無くなっている。同じ好色五人女の題材でも八百屋お七では江戸時代後半だけでも数え切れないほどの小説や演劇作品が見られるのとは対称的である。元禄時代以後明治まで樽屋おせんの小説や演劇はほとんど見られなくなるが、その理由ははっきりしない。（後述の銘作切籠曙は江戸時代後半の作品であるが、主人公の名が同じというだけで姦通事件の樽屋おせんとはまったく異なる作品である）

## 近現代の樽屋おせん
江戸時代後半から明治にかけてほとんど見られなくなった樽屋おせんの物語は大正時代に入って復活をみせる。
1914年（大正3年)に吉井勇、1924年（大正13年）には岡田八千代、1933年（昭和8年）武田麟太郎、1934年（昭和9年）真山青果、1957年（昭和32年）藤原審爾、1973年（昭和48年）藤本義一、などが樽屋おせんの戯曲や小説を書き、発行年は不明なれど大森痴雪の脚本では1936年（昭和11年）に三代目中村梅玉が南座でおせん役を演じ、三代目中村梅玉の樽屋おせんは当たりたびたび再演され、三代目中村梅玉以降も歌舞伎では樽屋おせんはたびたび上演されている。歌舞伎以外でも新派の水谷八重子が1935年（昭和10年）歌舞伎座で真山青果の脚本でおせんを演じ、同年には大阪歌舞伎座でも上演している。
1980年（昭和55年）10月には芸術座で山田五十鈴（榎本滋民脚本）、三越劇場で岡田茉莉子（吉田喜重脚本）と当時の人気女優がおせんを競演している。
また、浪曲においても樽屋おせんは取り上げられ、二代目春野百合子や春野恵子などが演目にしている。
近現代の樽屋おせんの物語は作家ごとに違いはあれど、主要な作品のすべてが西鶴の樽屋物語のストーリーを基礎にしているとされている。同じ好色五人女の八百屋お七のストーリーがさまざまに変化を見せ、特に演劇作品では西鶴を離れて独自進化し、まったく異なる八百屋お七が出来上がって行ったのとは対称的である。

## もう一つの樽屋おせんー銘作切籠曙
高槻の城下の盆祭りで起きた娘殺しを題材にした歌舞伎作品「銘作切籠曙」も通称は樽屋おせんといい
、上記の大阪天満の樽職人の女房の密通事件を元にした樽屋おせんとはまったく異なるもう一つの樽屋おせんである。
銘作切籠曙は1801年(享和元年)9月に大阪中座で初演された2幕物の歌舞伎で、近松徳三の作である。登場人物の名を旧作から拝借しているが、他の作品から取り入れたのは役名だけで内容はまったくのオリジナルである。悲劇が起こるのが盆祭りの場であることから京都・大阪では毎年のように夏に上演された。江戸での初演は1815年(文化12年)市村座で、江戸では名題を「其噂色聞書」として上演された。江戸時代だけではなく、近年では1956年にも明治座で上演されている。
銘作切籠曙では染物屋の娘の樽屋おせんは腰元奉公にあがった先の若殿鷹津佐四郎と恋仲になりおせんは妊娠する。しかし本人達も知らなかったが実は若殿とおせんは腹違いの兄妹。二人の仲立ちをした若党伊助とただ一人若殿とおせんの関係を知っていた家老や、おせんに横恋慕する樽屋の番頭などが入り乱れ、家宝の銘刀の紛失事件などが絡み合いながら話は進行する。二人の仲立ちをした伊助は知らなかったとはいえおせんが落ちた畜生道（血を分けた兄妹の恋愛）からおせんを救うために盆祭りの晩におせんを殺害し、自分も覚悟の死を遂げる。